# Божидар Чорбаджийски
Божидар Чорбаджийски е български футболист. Играе като централен защитник за  Диошдьор.[източник? (Поискан днес)]

## Биография
Юноша на ЦСКА от 2004. Играе като централен защитник, дебютира на 25 май 2013 при загубата от Локомотив София с 2:1 като влиза като резерва. На 4 април 2014 подписва първия си професионален договор. Вкарва първият си гол на 9 септември 2015 срещу Ботев Ихтиман. През 2015 е избран за втори капитан след Борис Галчев, а след неговото напускане е капитан на отбора. Печели купата на България за сезон 2015/2016 и първото място в Югозападна В група същия сезон. Играе основна роля в защита и е капитан на отбора през сезоните 2016/17 и 2017/18. Започва и сезон 2018/19 като титуляр в редиците на аремйците, но поради решение на треньора не е капитан на тима.
На 26 май 2016 е повикан в националния отбор по футбол, а дебютира за лъвовете на 6 септември същата година срещу Люксембург за победата с 4:3. Има 9 мача за националния отбор.
През лятото на 2019 г. е отдаден под наем на румънския гранд ФКСБ (Букурещ).
На 5 октомври 2020 г. се разделя по взаимно съгласие с ЦСКА.
На 20 октомври 2020 г. подписва с полския Стал (Мелец).[източник? (Поискан днес)]

## Отличия
- Купа на България – 1 път носител (2016) с ЦСКА (София)
- Шампион на Югозападна В група с ЦСКА (София) през 2015/2016 г.[източник? (Поискан днес)]